# Dimba és Ngovo barlangjai
Dimba és Ngovo barlangjai a Kongói Demokratikus Köztársaság Kongó-központi tartományában találhatók. Természeti szépségükön túlmenően mindkét barlang történelemelőtti régészeti emlékeket rejt. A barlangokat 1997-ben felvették az UNESCO világörökség javaslati listájára.

## Dimba
d. sz. 5° 17′, k. h. 14° 52′5.283333°S 14.866667°E
Dimba barlangja a Kongó-központi tartománynak (egykoron Alsó-Zaire) leghosszabb régészeti történetét tudja maga mögött. A bejáratnál talált leletek 18 000 évvel ezelőttről származnak. A növényi és kőeszköz maradványok radiokarbon meghatározás szerint az újkőkorból származnak. A feltárások során kisebb megszakításokkal mintegy 3,2 m-es mélységig találtak leleteket, megvan a lehetősége annak, hogy még mélyebb rétegek is rejtenek régészeti leleteket. A bejárat és a mintegy egy kilométerre levő nagyterem felső rétegeiben bőségesen  fordultak elő „Group VI” vagy más néven Ngovo-csoport kerámiák, melyek a kőkorszak végi átmeneti korszakra voltak jellemzők.

### A barlang rendkívüli mérete
A barlang hatalmas ürege egy gyakorlatilag vízszintes galériát alkot. Formációkban gazdag, méretei rendkívüliek. Legnagyobb terme csaknem egy kilométer hosszú, szélessége 30 m, magassága 20 m. A barlang teljes hossza 1660 m. A földalatti művészeti stúdió érintetlenül megmaradt gazdag és változatos régészeti maradványaival.

### Régészeti leletek
A Dimba barlangban nagy mennyiségű „Group VI” azaz Ngovo-csoport kerámiát fedeztek fel. A barlang falait különféle motívumok díszítik. A Dimbában talált régészeti leletek az emberi tevékenység kezdeteinek a tájra gyakorolt hatásait bizonyítják Kongó-központi tartományban, egyben a kőkorszak végén a mezőgazdasági termelés kezdetét jelzik. A barlangból csiszolt kőszerszámok is előkerültek. Ezek a leletek i.e 85-130 körül keletkeztek.

### Denevér guanó
A Dimba barlang megszámlálhatatlan denevérnek otthona.  Ezeket az állatokat a helyi lakosság „Mpuku mu Nuni”-nak (madárba bújt patkány) nevezi. Az elmúlt évezredek során hatalmas guanómennyiség halmozódott fel itt. Ezt a természetes trágyát a mezőgazdaság szívesen használja, mivel a denevér guanó az egyik leghatásosabb és nagyra értékelt trágyázó anyag, ugyanis a műtrágyáktól eltérően a véletlen túladagolás nem mérgező hatású a növények számára.

### Föld alatti művészeti stúdió
A barlang bejárata közelében fontos régészeti leleteket találtak. Ezek többnyire különféle agyagedény töredékek, melyek a vaskorból származnak, többnyire a 16-17. századból. Ezek lelőhelye a felszíntől mintegy 15 cm-es mélységig nyúlik. Ezen kívül még egy jól fennmaradt történelemelőtti műhely, egyfajta ember alkotta  történelemelőtti művészeti stúdió bír különös tudományos jelentőséggel. A barlang ötvözi a természetes szépséget a történelemelőtti művészettel. A bejárattól nagyjából 150 méterre van egy, a természet által kialakított rész, amiről a látogatónak egy természetes palotában kialakított galéria jut az eszébe. A történelem előtti műalkotások között megtalálhatók a kígyók, kaméleonok, krokodilok, teknősök és gyíkok különféle alakzatai.

## Ngovo
d. sz. 5° 18′, k. h. 14° 55′5.300000°S 14.916667°E
1972-ben a Mbanza-Ngungutól 10 km-re DK-re eső Ngovo barlangban Pierre de Maret közvetlenül a felszín alatt fekvő igen vékony régészeti rétegben folytatott feltárásokat. Egy csiszolt kőbaltát és 161 jellegzetes stílusú agyagcserép-darabot talált, a stílust Mortelmans 1962-ben „Group VI” kerámiának nevezte. Egy 1968-ban kiadott munkájában de Maret a Ngovo-csoport nevet javasolta a stílus jellemzésére. Egy kapcsolódó faszénminta radiokarbon kormeghatározása  2145 ± 65 évvel ezelőttre utalt, melyet a következő évben egy, az előzővel szomszédos területen talál másik faszénminta vizsgálata megerősített (2035 ± 65 év). Most először sikerült az egyenlítőtől közvetlenül délre eső szavannán talált csiszolt kőszerszámoknak a más leletekkel való pontos régészeti összefüggéseit megtalálni. Kongónak (Zaire) ezen a részén a csiszolt kőszerszámok következetesen egy bizonyos típusú agyagedény-maradványokkal együtt kerültek elő.

### Barlang nagy galériákkal
A Ngovo barlangban több nagy galéria található. A barlang nagyméretű bejárata egy hegyoldal alján nyílik. Az itt talált régészeti leletek egy átmeneti technológiáról árulkodnak, mely a kőkorszakot és a vaskorszakot köti össze. Ez az átmeneti technológia jellemző Kongó-központi tartomány területeire.

### Régészeti helyszín
A barlang bejáratától mintegy 210 m-re egy 2-15 cm mély régészeti lelőhely található. Egy sor figyelemre méltóan egybehangzó időpont (i.e. 195-45, i.e. 85 ~ 65) jelzi, hogy ezek a csiszolt kőszerszámok és kerámiák időszámításunk kezdete előtt kétszáz évvel keletkeztek. A talált állati maradványok vadállatoktól származtak, azonban bizonyos magvak, Canarium-diók a mezőgazdasági tevékenység kezdetét jelzik

### A Ngovo kultúra kerámiái
A régészeti leletek jelenléte arra utal, hogy a barlang kedvelt hely volt a kongói Ngovo ősök számára, ahol tradícióiknak megfelelő műalkotásokat hoztak létre. 1962-ben Leleup és Heuts különleges típusú agyag- és kerámiaedényeket fedezett fel Kongó-Central tartományban. A „Group VI” kerámiák, más néven a Ngovo-csoport kerámiák sok hasonlóságot mutatnak a bantuk által lakott területek kerámiáival, különösen azokon a területeken, amelyet egykor Kongói Királyságnak hívtak. A történelem során a bantuk – hódítások és inváziók elől menekülve – elvándoroltak és benépesítették Közép-Afrika egyes területeit. A leletek azt bizonyítják, hogy letelepedésük után átvették az ősi kongói hagyományos művészeti technológiákat.